# Robert Wallon
Robert Wallon, właśc. Robert Staniszewski (ur. 23 marca 1975 w Tarnowskich Górach) – polski piłkarz grający na pozycji pomocnika.

## Życiorys
Wallon jest wychowankiem Górnika Zabrze. W klubie tym rozegrał jedno spotkanie. Po rundzie jesiennej sezonu 1993/1994 przeszedł do szwajcarskiego klubu Urania Genève Sport. Grał tam jednak tylko pół roku, ponieważ następnie został piłkarzem FC Bulle. W 1995 roku przeszedł do grającego w pierwszej lidze Neuchâtel Xamax. Rok później grał w drugoligowym Yverdon-Sport FC. Następnie był zawodnikiem Étoile Carouge FC oraz FC Baden. W 2000 roku przeszedł do BSC Young Boys. W sezonie 2000/2001, gdy klub ten grał w pierwszej lidze, Wallon rozegrał w nim 21 meczów, strzelając cztery bramki. W 2001 roku przeniósł się do Liechtensteinu, gdzie grał w FC Vaduz. Zdobył wtedy puchar Liechtensteinu. W latach 2002–2005 reprezentował barwy francuskiego klubu ES Viry-Châtillon. Od 2010 roku gra w B-klasowym polskim klubie, UKS Biskupice.
W 2000 roku za 409 tysięcy złotych Wallon kupił wieżę ciśnień w Zabrzu. Zobowiązał się wówczas, że do końca roku 2004 przekształci ją w obiekt kulturalny. Później Wallon nakazał zdemontować z wnętrza wieży wszystkie metalowe elementy, za co później zapłacił 170 tysięcy złotych w związku z niedotrzymaniem umowy. Ostatecznie w 2007 roku Wallon sprzedał wieżę prywatnej kopalni Siltech za 1,6 miliona złotych.
Oprócz polskiego Wallon posiada także obywatelstwo szwajcarskie.

## Sukcesy
- 2002: Puchar Liechtensteinu